# Kaduji járás

A Kaduji járás a Vologdai területen

A Kaduji járás (oroszul Кадуйский муниципальный район) Oroszország egyik járása a Vologdai területen. Székhelye Kaduj.

## Népesség
- 1989-ben 19 988 lakosa volt.
- 2002-ben 18 653 lakosa volt, akik főleg oroszok.
- 2010-ben 17 109 lakosa volt, melyből 16 475 orosz, 169 ukrán, 54 fehérorosz, 33 tatár, 25 örmény, 17 cigány, 11 azeri, 5 üzbég stb.